# لين (اسم)
لين، (بالإنجليزية: leen)‏ وهو اسم مؤنث يعني اللين والرقة ومفرده لينة ولين هو اسم عربي أصيل، ا يُطلق على الفتيات، وهو اسم جمع، مفرده لينة أو لينا، هذا الاسم يعني الشيء اللين والطري، وهو عكس كلمة خشن، والشي اللين هو الشي الناعم السلس الطري والسهل في الثني أو الضغط عليه.وقيل أنه يعني رغد العيش ويسر الحال وهو سهل النطق واللفظ 

## ذكره في القران
لينة اسم قد تم ذكره في القرآن الكريم في سورة الحشر في قوله تعالى: (مَا قَطَعْتُم مِّن لِّينَةٍ أَوْ تَرَكْتُمُوهَا قَائِمَةً عَلَى أُصُولِهَا فَبِإِذْنِ اللَّهِ وَلِيُخْزِيَ الْفَاسِقِينَ).

## أخرى
لين (مدينة)هي مدينة أمريكية تقع في ولاية ألاباما.تبلغ مساحة هذه المدينة 17 (كم²)